# 暹羅長背魮
暹羅長背魮（学名：Labiobarbus siamensis）为輻鰭魚綱鯉形目鲤科長背魮屬的其中一種，分布於亞洲湄南河及湄公河流域，體長可達22公分，棲息在河川中底層水域，以浮游植物等為食，可做為食用魚。
种加名 siamensis 意为“暹罗的”。